# Robert Cialdini
Robert Beno Cialdini, född 27 april 1945, är en amerikansk socialpsykolog.
Cialdini avlade doktorsexamen vid University of North Carolina 1970 och är professor i socialpsykologi vid Arizona State University. Han har skrivit boken Influence: Science and Practice (1985; 4 utg. 2001).